# Stenanthemum
Stenanthemum là một chi thực vật có hoa thuộc họ Táo (Rhamnaceae). Chi này được Siegfried Reissek mô tả khoa học lần đầu tiên năm 1858 với 4 loài là S. leucophractum, S. pomaderroides, S. coronatum và S. tridentatum được chuyển sang từ chi Cryptandra; nhưng hiện nay S. leucophractum và S. coronatum vẫn được coi là thuộc về chi Cryptandra.

## Từ nguyên
Danh từ giống trung Stenanthemum có nguồn gốc từ tiếng Hy Lạp στενός (stenos) nghĩa là hẹp và ἄνθος (anthos) nghĩa là hoa; ở đây là để đề cập tới hình dáng hoa hẹp của chi này.

## Phân bố
Các loài trong chi này là đặc hữu Australia (gồm cả đảo Tasmania) nhưng chưa thấy ghi nhận tại New South Wales và Victoria ở đông nam Australia.

## Các loài
Danh sách 29 loài lấy theo Plants of the Wirld Online:
- Stenanthemum arens K.R.Thiele, 2007: Đông nam Nam Úc.
- Stenanthemum argenteum A.R.Bean, 2004: Queensland.
- Stenanthemum bilobum Rye, 1995: Tây Úc (gần Tenindewa).
- Stenanthemum bremerense Rye, 2007: Tây Úc.
- Stenanthemum centrale K.R.Thiele, 2007: Lãnh thổ Bắc Úc.
- Stenanthemum complicatum (F.Muell.) Rye, 1995: Lãnh thổ Bắc Úc, Tây Úc.
- Stenanthemum cristatum Rye, 1995: Tây tây nam Tây Úc.
- Stenanthemum divaricatum (Benth.) Rye, 1995: Tây bắc Tây Úc.
- Stenanthemum emarginatum Rye, 1995: Tây Úc.
- Stenanthemum humile Benth., 1863: Tây và nam Tây Úc.
- Stenanthemum intricatum Rye, 1995: Tây Úc.
- Stenanthemum liberum Rye, 2001: Tây Úc.
- Stenanthemum limitatum Rye, 1995: Tây Úc.
- Stenanthemum mediale Rye, 1995: Tây Úc.
- Stenanthemum nanum Rye, 1995: Tây Úc.
- Stenanthemum newbeyi Rye, 1995: Tây Úc.
- Stenanthemum notiale Rye, 1995: Tây Úc.
- Stenanthemum patens Rye, 2001: Tây Úc.
- Stenanthemum petraeum Rye, 1995: Tây Úc, lãnh thổ Bắc Úc.
- Stenanthemum pimelioides (Hook.f.) Benth., 1863: Đông Tasmania.
- Stenanthemum poicilum Rye, 1995: Tây Úc.
- Stenanthemum pomaderroides (Reissek) Reissek, 1858: Tây Tây Úc.
- Stenanthemum pumilum (F.Muell.) Diels, 1904: Tây nam Tây Úc.
- Stenanthemum radiatum Rye, 2007: Tây Úc.
- Stenanthemum reissekii Rye, 1995: Tây Úc.
- Stenanthemum stipulosum Rye, 1995: Tây Úc.
- Stenanthemum sublineare Rye, 2001: Tây Úc.
- Stenanthemum tridentatum (Steud.) Reissek, 1858: Tây và nam Tây Úc.
- Stenanthemum yorkense Rye, 2007: Tây Úc.